# فيليكي هايي (تيرنوبيلسكا)
فيليكي هايي (Великі Гаї) هي مدينة في مقاطعة تيرنوبيلسكا في أوكرانيا.
يبلغ عدد سكانها حوالي 3797   نسمة.